# Mutrux
Pour les articles homonymes, voir Mutrux (homonymie).
Mutrux est une commune suisse du canton de Vaud, située dans le district du Jura-Nord vaudois.

## Population

### Surnom
Les habitants de la commune sont surnommés les Chats-Borgnes,.

### Démographie
La commune compte 91 habitants en 1803, 226 en 1850, 182 en 1900, 120 en 1950, 79 en 1970 et 113 en 2000.